# 月白樹
《月白樹》是中國漫画家徐璐和比比所画的一系列漫畫作品。讲述在平行空间里有个镜像世界与现实世界互为表里存在。

## 關聯作品
- 《月白树正传》在2010年在《漫画SHOW》连载。
- 《月白树前传·真红之少年》则在《漫友·漫画100》连载。
- 《月白树外传·雷与火》单行本发售[1]，分上下二册，新世纪出版社出版，ISBN 9787540540371。